# الصحة في سنغافورة
سنغافورة واحدة من أغنى البلدان في العالم، يبلغ نصيب الفرد من الناتج المحلي الإجمالي أكثر من 57000 دولار. يبلغ متوسط العمر المتوقع عند الولادة 82.3 ومعدل وفيات الرضع 2.7 لكل 1000 مولود حي. يتقدم السكان في السن وبحلول عام 2030، سيكون 20٪ منهم فوق 65 عامًا. ومع ذلك، ويقدر أن حوالي 85٪ من هؤلاء الذين ستزيد أعمارهم عن 65 عامًا سيتمتعون بصحة جيدة ونشاط مقبول. لدى سنغافورة نظام رعاية صحية شامل.
هناك مجموعة متنوعة من برامج الفحص الصحي وأنماط الحياة الصحية لكل من البالغين والأطفال. تبلغ نسبة المدخنين 14٪ فقط من السكان. يدعم برنامج تاميسك كير مجموعة واسعة من الإجراءات للأشخاص المحتاجين للرعاية.
وفقا لمنظمة الصحة العالمية، فإن سنغافورة في السنوات الأخيرة تملك أدنى معدل لوفيات الرضع في العالم ومن الدول التي تملك أعلى متوسط للعمر المتوقع عند الولادة.
نشرت صحيفة لانسيت في سبتمبر 2018 قياس جديد لرأس المال البشري المتوقع لـ 195 دولة منذ عام 1990 حتى عام 2016 والمحدد لكل مجموعة ولادة بعدد السنوات المتوقعة الذي يعيشها الشخص منذ عمر 20 حتى عمر 64 عامًا والمُعدل حسب التحصيل التعليمي أو جودة التعليم أو التعلم، والحالة الصحية الوظيفية. حصلت سنغافورة على ثالث عشر أعلى مستوى من رأس المال البشري المتوقع لـ 24 عامًا من السنوات المتُوقع أن يعيشها الفرد والمعدلة حسب الصحة التعليم والتعلم بين سن 20 و64 سنة.

## المؤشرات الصحية
من المعتاد أن تشمل بعض المؤشرات الشائعة المستخدمة للإشارة إلى الصحة، إجمالي معدل الخصوبة الكلي ومعدل وفيات الرضع ومتوسط العمر المتوقع ونسبة الولادة ومعدل الوفيات. اعتبارًا من عام 2017، بلغ معدل الخصوبة الكلي في سنغافورة 1.16 طفلًا يولدون لكل امرأة، ومعدل وفيات الرضع 2.2 حالة وفاة بين كل 1000 مولود حي، ونسبة الولادة 8.9 مولود لكل 1000 شخص ومعدل الوفيات 3 وفيات لكل 1000 نسمة. ارتفع متوسط العمر المتوقع عند الولادة بشكل طفيف من 83 إلى 83.1 بين الفترة 2016 و2017. وبالمقارنة، ارتفع متوسط العمر المتوقع في الصين من 76.3 في عام 2016 إلى 76.4 في عام2017.
بشكل عام، أظهرت جميع المؤشرات تحسنًا باستثناء معدل الخصوبة الكلي، الذي انخفض إلى 1.16 في عام 2017، مما يجعله أدنى رقم منذ سجل 1.15 في عام 2010 وثاني أدنى مستوى سُجل على الإطلاق في دولة مدينة. يمكن تفسير هذا الانخفاض العام من خلال «الهدية الديموغرافية»، المصطلح الذي حدده صندوق الأمم المتحدة للسكان (يو إن إف بّي إيه) والذي شرح أن زيادة مستوى الدخل والتعليم والصحة وتطور دور المرأة في القوى العاملة ارتبط ارتباطًا وثيقًا بمستويات منخفضة من معدل الخصوبة.

### التركيبة العمرية
ارتفع متوسط العمر للسكان المقيمين من 40.0 سنة إلى 40.5 سنة بين يونيو 2016 ويونيو 2017. وشكل السكان الذين يبلغون 65 عامًا فأكثر ما نسبته 13٪ من السكان المقيمين في سنغافورة في عام 2017، مقارنة بـ 12.4٪ في عام 2016.

### نسبة الإعالة
أفادت التقارير أن نسبة الإعالة العمرية في سنغافورة كانت 37.98٪ في عام 2016، وفقًا لمجموعة البنك الدولي لمؤشرات التنمية، وكان من المتوقع أن تصل إلى 36.3٪ بحلول عام 2030 و60.6٪ بحلول عام 2050. وبالتالي سيشكل المتقاعدون حصة متزايدة من السكان في السنوات القادمة. تتضمن العوامل المساهمة في هذا النمو ارتفاع متوسط العمر المتوقع وانخفاض نسبة الولادة.

## القضايا الطبية في سنغافورة

### سوء التغذية
سوء التغذية هو «حالة ناجمة عن تناول المغذيات بشكل غير كاف أو مفرط أو غير متوازن». المؤشرات الشائعة المستخدمة لقياس سوء التغذية هي مؤشر كتلة الجسم ونقص الفيتامينات.

#### الأطفال
من عام 1977 إلى عام 2000، مر الأطفال الذين عانوا من سوء التغذية الذين تتراوح أعمارهم بين خمس سنوات وأعمار أقل، بفترات من التحسن وفترات من التراجع، وتحسن نسبة انتشار حالات الأطفال الذين يعانون من نقص في الوزن أو إعاقة أو ضعف في النمو. وبشكل أكثر تحديدًا، في عام 2000 كانت عدد الأطفال الذين عانوا من نقص الوزن أقل شيوعًا بنسبة 8.9٪ مقارنةً بالمعدلات في السبعينيات، وبالمقابل، بين عامي 1970 و1977، ارتفع معدل انتشار حالات الأطفال الذين عانوا من زيادة الوزن. وبشكل مشابه، في عام 2016، عانى 22.4٪ من الأطفال في سن المدرسة والمراهقون الذين تتراوح أعمارهم بين 5 و19 سنة من زيادة الوزن.

#### النساء
منذ عام 1980 إلى عام 2016، قامت منظمة الصحة العالمية (دبليو إتش إيه) بقياس سوء التغذية لدى الإناث استنادًا على مؤشر كتلة الجسم (بي إم آي). يُستخدم مؤشر كتلة الجسم لتحديد ما إذا كان وزن الفرد طبيعيًا أو زائدًا أو ناقصًا. منذ عام 1980 حتى عام 2016، بقيت النسبة المئوية للإناث اللاتي يعانين من نقص الوزن 8٪، مما يدل على علاقة واتجاه ثابتين.  منذ عام 1980 حتى عام 2010، ارتفعت نسبة الإناث اللاتي يعانين من زيادة الوزن من 25٪ إلى 33.6٪. تشير منظمة الصحة العالمية إلى أن زيادة الوزن هي «عامل رئيسي للعديد من أمراض السكري غير المعتمد على الأنسولين وأمراض القلب التاجية والسكتة الدماغية»، إضافةً إلى العديد من الآثار الصحية الأخرى. غير أن، النسبة المئوية للإناث اللاتي يعانين من زيادة الوزن انخفضت من 33.6٪ إلى 27.4٪ منذ عام 2010 حتى عام 2016. وعلى العكس من ذلك، زادت نسبة الإناث المصابات بالسمنة بصورة مطردة من 2.5٪ إلى 6.1٪ منذ عام 1990 حتى عام 2016. يمكن التخفيف من السمنة من خلال تغيير نمط الحياة، كما أوضحت منظمة الصحة العالمية.

### التأثيرات البيئية على القضايا الصحية

#### الضباب
تعاني سنغافورة سنويًا من شهر مايو حتى شهر أكتوبر، من ضباب الدخان الذي يمكن أن يسبب أو يفاقم المشاكل الصحية الموجودة مسبقًا. ينجم معظم هذا الضباب عن «الرياح الحاملة لجزيئات صغيرة من الرماد» القادمة الغابات المحترقة في إندونيسيا، الدولة المجاورة لها. يزداد احتمال تطوير الشخص لعدوى فيروسية وبكتيرية من خلال تنفس كميات زائدة من هذه الجسيمات. بالإضافة إلى ذلك، قد يعاني الأفراد من تهيج في العين والأنف والحنجرة في حال تعرضهم لكمية زائدة من الضباب. ومع ذلك، في معظم الحالات ستُحل هذه المشاكل الصحية المذكورة آنفًا من تلقاء نفسها. يمكن أن يؤدي الضباب أيضًا استمرار أمراض القلب والرئة الموجودة، مثل الربو.

#### تلوث الهواء
بالمقارنة مع معظم المدن في آسيا، فإن مستويات تلوث الهواء في سنغافورة أقل إلى حد ما. شهدت سنغافورة سرعةً في التحول الحضري والتصنيع على مر السنين. وبالتالي، فإن «المصادر الرئيسية لتلوث الهواء في سنغافورة هي الانبعاثات الناتجة عن الصناعات والمركبات الآلية». وقد أشارت وكالة البيئة الوطنية إلى أهم ملوثات الهواء هي المواد الجسيمية، وأول أكسيد الكربون، وثاني أكسيد النيتروجين، وثاني أكسيد الكبريت. يمكن أن يؤدي التعرض المستمر لملوثات الهواء هذه إلى «أعراض تنفسية وتفاقم أمراض القلب أو الرئة».